# Nikola Nimac
Nikola Nimac (ur. 8 grudnia 1981 w Splicie) – chorwacki skeletonista, olimpijczyk.
Wystartował na igrzyskach olimpijskich w 2006 roku. Wziął udział w skeletonie. Zajął przedostatnie 26. miejsce na 27 zawodników, wyprzedając jedynie reprezentanta Libanu, Patricka Antakiego.